# Bondetoget til Kongen
|  | Denne artikel er oprettet af botten Steenthbot ud fra en ekstern database. Den kan derfor have sproglige fejl eller mangler. Denne skabelon kan fjernes efter kontrol af indholdet. |

Bondetoget til Kongen er en dansk dokumentarisk optagelse fra 1935.

## Handling
Danske bønder fra hele landet demonstrerer i København den 29. juli 1935. Demonstrationen, der har over 40 000 deltagere, er arrangeret af Landbrugernes Sammenslutning (LS). Deltagerne kræver devaluering af kronen, mindstepriser på kød, beskyttelse mod kornimport samt lavere ejendomsskatter. Deres krav bliver ikke imødekommet. I klippet ankommer demonstranterne til København og samles på Amalienborg Slotsplads. Kong Christian X kommer ud på balkonen med familien.

## Medvirkende
- Kong Christian X
- Kong Frederik IX
- Dronning Ingrid